# Vale da Valserine
O Vale da Valserine  (em francês:  Vallée de la Valserine) é um vale no departamento francês de l'Ain (região Ródano-Alpes) e do Jura (região do Franco-Condado) formado pela torrente da Valserine e tem cerca de 40 Km de comprimento.
O vale parte de Prémanon a 1 200 m de altitude e desce até  Bellegarde-sur-Valserine a 350 m com Lajoux do lado direito e o do lado esquerdo o Crêt de la Neige que culmina a 1 720 m.
O vale faz parte do parque natural regional do Alto-Jura e atravessa as comunas de Prémanon, Mijoux, Lajoux, Les Molunes, Échenevex, Lélex, Bellecombe, Chézery-Forens, Champfromier, Montanges, Confort, Châtillon-en-Michaille, Lancrans e Bellegarde-sur-Valserine